# 住吉町 (盛岡市)
住吉町（すみよしちょう）は、岩手県盛岡市の地名。住居表示実施済 。

## 地理
岩手県盛岡市南西部に位置する。
域内は住宅地が多くを占める。

## 歴史
盛岡市鹿島下の大部分と新庄字田中及び天神下の各一部に、昭和38年（1963年）に住居表示を実施し成立。昭和40年（1965年）に鹿島下の残余と新庄の一部を編入した。地名の由来となった住吉神社は、前九年合戦の際、安倍貞任と対峙した源頼義、義家らが岩手郡下厨川村境田川原（現盛岡市北夕顔瀬町周辺）に陣を張り、戦勝祈願のため住吉社を勧請したのが始まりとされる。その後寛政7年（1795年）に住吉神社は遷宮され、現在の住吉町に移っている。また、町内には寛文2年（1662年）に建てられた八雲神社があり、かつて岩手郡浅岸村の村社であったという。

## 世帯数と人口
2025年（令和7年）2月28日現在の世帯数と人口は以下の通りである。
| 大字・丁目 | 世帯数  | 人口  |
| ---------- | ------- | ----- |
| 住吉町     | 446世帯 | 881人 |

## 交通

### 鉄道
域内に鉄道駅は存在しない。盛岡駅や、上盛岡駅、山岸駅等が最寄り駅となる。

## 施設
- 住吉神社
- 八雲神社
- 盛岡市立武道館

### 書籍
- 「角川日本地名大辞典」編纂委員会 編『角川日本地名大辞典 3 岩手県』角川書店、1985年。ISBN 4-04-001030-2。